# De Hoed

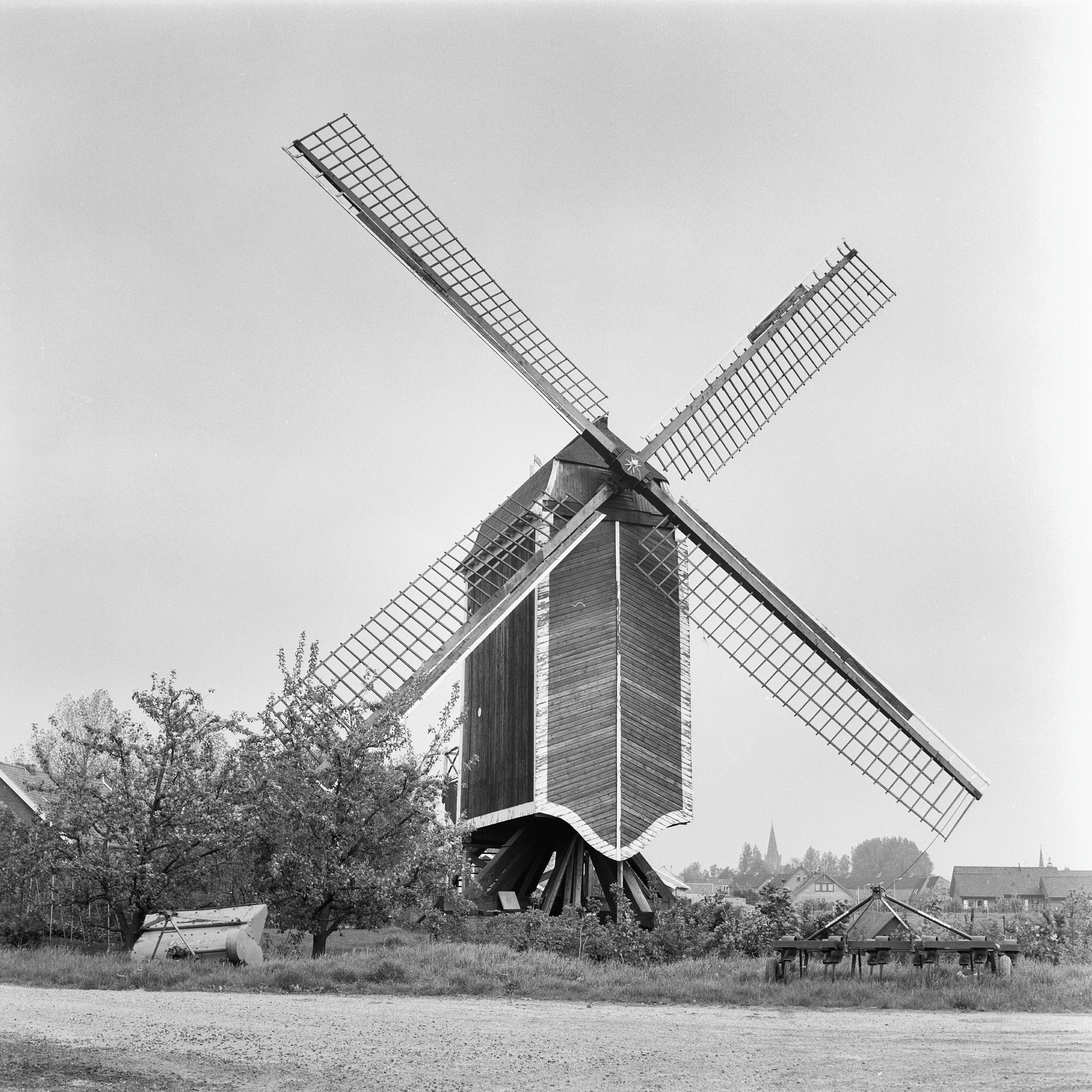
Le moulin en 1984

Le moulin à vent De Hoed se trouve à Waarde, dans la région du Sud-Beveland des Pays-Bas. La structure a été construite à l'origine comme un moulin à huile dans la ville de Gand en 1550, et a été converti en un moulin à maïs vers la fin du XVIIe siècle. Le moulin a été déplacé à son emplacement actuel en 1989.

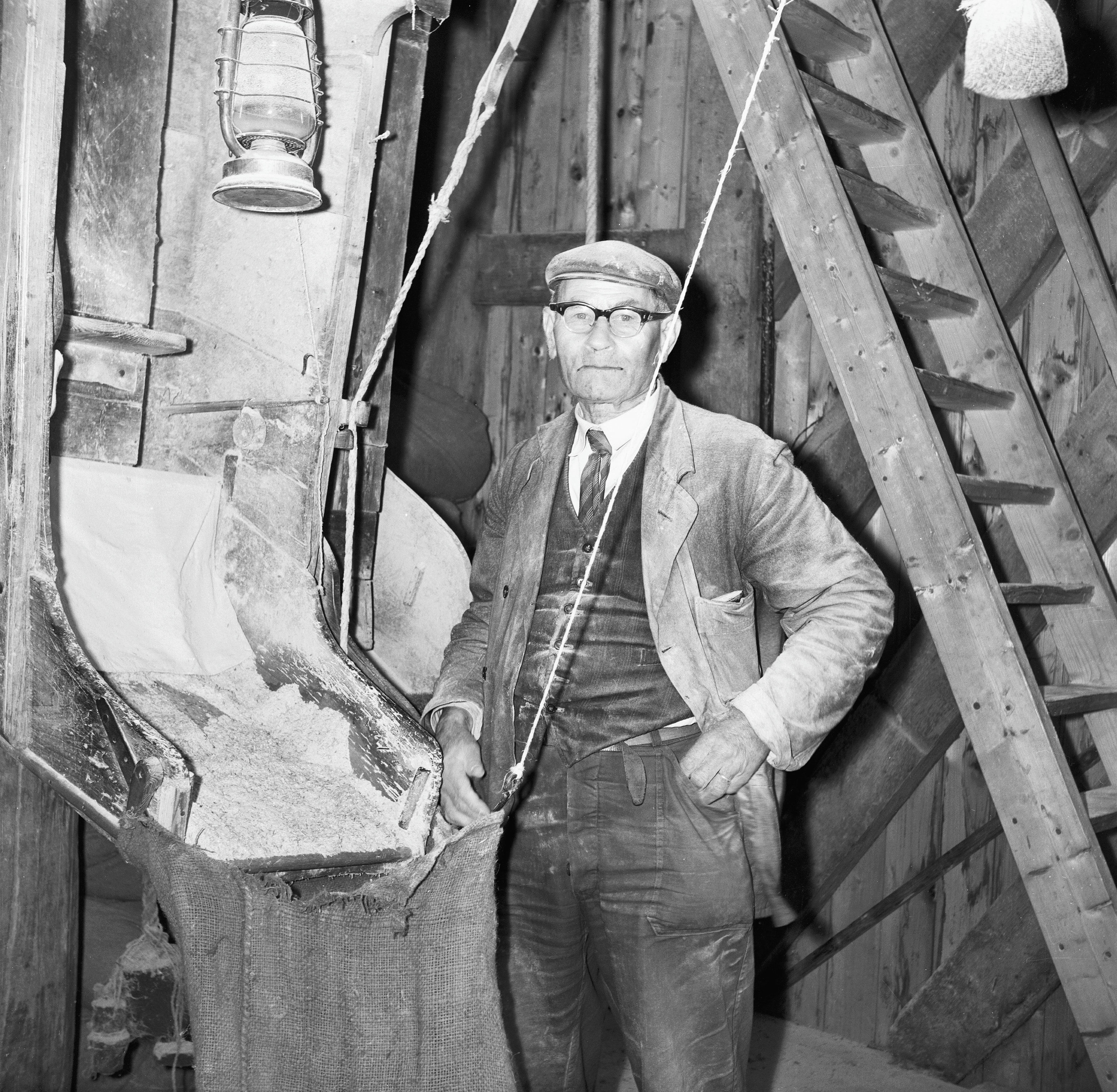
Le meunier au travail, 1969

Le moulin à vent est répertorié comme une structure protégée rijksmonument sous le numéro 32419.